# Bambusa
Genre
Classification phylogénétique
Bambusa est un genre de plantes monocotylédones de la famille des Poaceae et de la sous-famille des Bambusoideae  (connue sous le nom vulgaire de « bambous »). Les espèces du genre Bambusa sont des bambous originaires d'Asie tropicale.
Ce genre comprend plus de 100 espèces, réparties à l’origine en Asie tropicale et subtropicale mais distribuée partout dans le monde tropical en culture. La Chine possède 80 espèces de Bambusa dont 67 endémiques, principalement dans le Sud et le Sud-Est.
L'espèce-type est Bambusa bambos (L.) Voss, le bambou géant épineux (syn.= Bambusa arundinacea Retz).

## Étymologie
Le nom de genre Bambusa est un mot de latin scientifique obtenu par dérivation à partir de l’étymon de base Bambu, emprunté au portugais bambu, mambu (XVIe), lequel est emprunté au marathe et au guzrati, langues dravidiennes de la côte ouest de l’Inde.

## Description
La plupart des espèces de Bambusa sont des bambous arborescents de taille plutôt grande, avec de nombreuses ramifications prenant naissance au niveau des nœuds, une ou deux étant beaucoup plus grandes que les autres. Les chaumes (tiges) font de 1 à 20 m de haut.
Ils possèdent des rhizomes pachymorphes à cols courts. Ce sont des bambous unicespiteux, formant une seule touffe dense partageant le même réseau de racines. 
Leurs rhizomes non-traçants sont caractérisés par

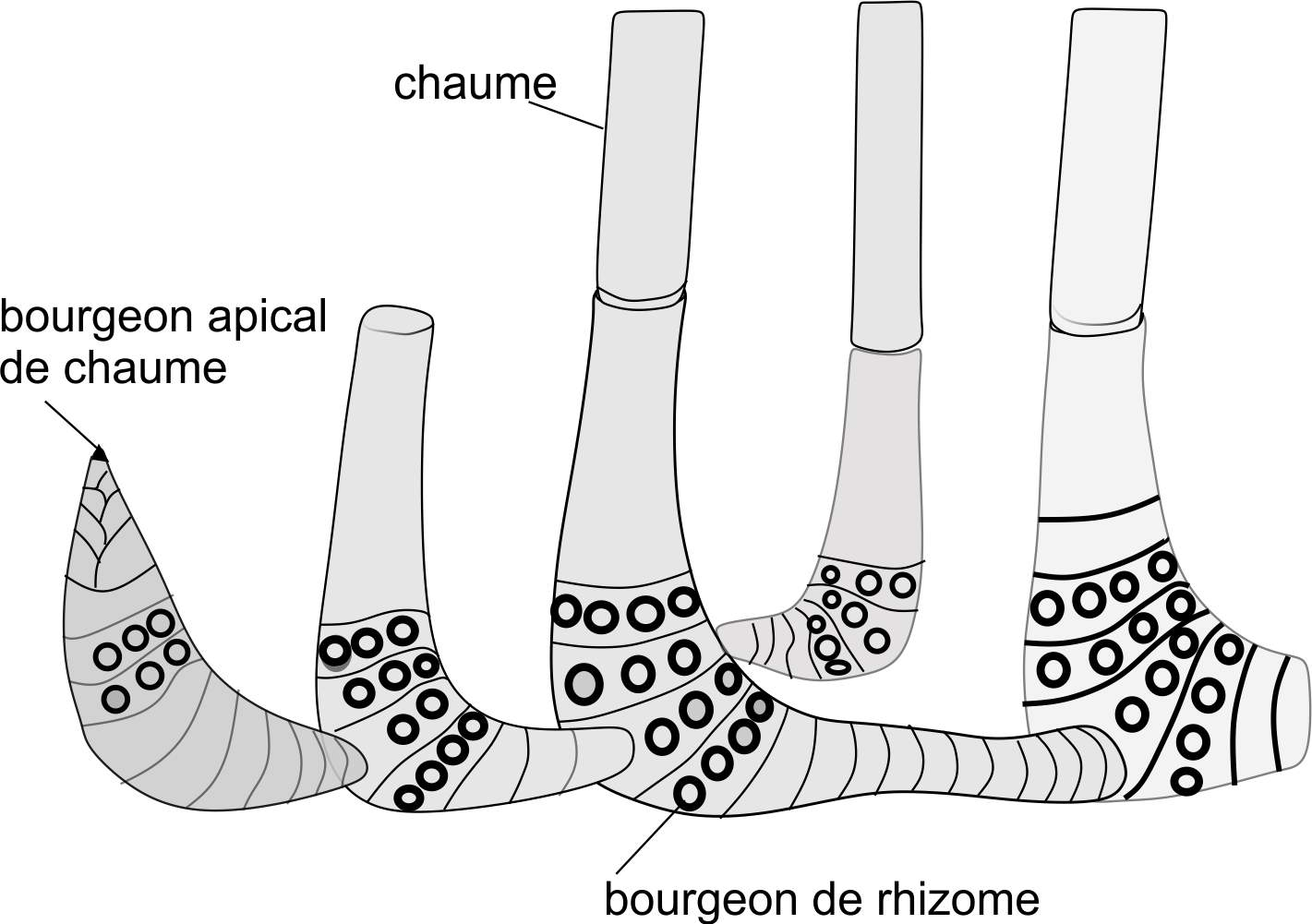
Rhizome de bambou pachymorphes à cols courts

- des entrenœuds courts, épais (dits pachymorphes) et disposés en une forme globale incurvée remontante lors de la croissance
- des bourgeons latéraux ne produisant que de nouveaux rhizomes. Seul le bourgeon terminal du rhizome produit un nouveau chaume émergeant du sol[3].

Les rhizome pachymorphe à cols courts sont des rhizomes non-traçants formant une seule touffe de chaumes.

## Liste des espèces et variétés
Selon World Checklist of Selected Plant Families (WCSP) (9 juillet 2016) :
- Bambusa affinis Munro (1868)
- Bambusa albolineata L.C.Chia (1988)
- Bambusa alemtemshii H.B.Naithani (2007)
- Bambusa amplexicaulis W.T.Lin & Z.M.Wu, Bull. Bot. Res. (1992)
- Bambusa angustiaurita W.T.Lin (1983)
- Bambusa angustissima L.C.Chia & H.L.Fung (1981)
- Bambusa arnhemica F.Muell. (1886)
- Bambusa arundinacea (Retz.) Willd., 1799
- Bambusa assamica Barooah & Borthakur (2002)
- Bambusa aurinuda McClure (1940)
- Bambusa australis L.C.Chia & H.L.Fung (1980)
- Bambusa balcooa Roxb., Fl. Ind. ed. 1832 (1832)
- Bambusa bambos (L.) Voss, Vilm. Blumengärtn. ed. 3 (1895)
- Bambusa barpatharica Borthakur & Barooah (2002)
- Bambusa basihirsuta McClure (1940)
- Bambusa basihirsutoides N.H.Xia (2009)
- Bambusa basisolida W.T.Lin (1997)
- Bambusa beecheyana Munro (1868)
- Bambusa bicicatricata (W.T.Lin) L.C.Chia & H.L.Fung (1980)
- Bambusa binghamii Gamble (1896)
- Bambusa boniopsis McClure (1940)
- Bambusa brevispicula Holttum (1967)
- Bambusa brunneoaciculia G.A.Fu (1993)
- Bambusa burmanica Gamble (1896)
- Bambusa cacharensis R.B.Majumdar (1983 publ. 1985)
- Bambusa cerosissima McClure (1936)
- Bambusa chungii McClure (1936)
- Bambusa chunii L.C.Chia & H.L.Fung (1983)
- Bambusa clavata Stapleton (1994)
- Bambusa comillensis Alam (1996)
- Bambusa concava W.T.Lin (1997)
- Bambusa contracta L.C.Chia & H.L.Fung (1981)
- Bambusa copelandii Gamble (1906)
- Bambusa corniculata L.C.Chia & H.L.Fung (1981)
- Bambusa cornigera McClure (1940)
- Bambusa crispiaurita W.T.Lin & Z.M.Wu (1992)
- Bambusa dahuazhu T.P.Yi & B.X.Li (2015)
- Bambusa dampaeana H.B.Naithani, Garbyal & N.S.Bisht (2010)
- Bambusa deformis T.P.Yi & L.Yang (2015)
- Bambusa diaoluoshanensis L.C.Chia & H.L.Fung (1981)
- Bambusa dissimulator McClure (1940)
- Bambusa distegia (Keng & Keng f.) L.C.Chia & H.L.Fung (1980)
- Bambusa dolichoclada Hayata (1916)
- Bambusa duriuscula W.T.Lin, Bull. Bot. Lab. N. E. Forest. Inst. (1980)
- Bambusa emeiensis L.C.Chia & H.L.Fung (1980)
- Bambusa eutuldoides McClure (1940)
- Bambusa excurrensa G.A.Fu (1992)
- Bambusa farinacea K.M.Wong (1993)
- Bambusa fimbriligulata McClure (1940)
- Bambusa flexuosa Munro (1868)
- Bambusa fruticosa Holttum (1967)
- Bambusa funghomii McClure (1940)
- Bambusa garuchokua Barooah & Borthakur (2002)
- Bambusa gibba McClure (1940)
- Bambusa gibboides W.T.Lin (1978)
- Bambusa glabrovagina G.A.Fu (1982)
- Bambusa glaucophylla Widjaja (1997)
- Bambusa grandis (Q.H.Dai & X.L.Tao) Ohrnb. (1997)
- Bambusa griffithiana Munro (1868)
- Bambusa guangxiensis L.C.Chia & H.L.Fung (1980)
- Bambusa hainanensis L.C.Chia & H.L.Fung (1980)
- Bambusa heterostachya (Munro) Holttum (1946)
- Bambusa hirticaulis R.S.Lin (2009)
- Bambusa indigena L.C.Chia & H.L.Fung (1981)
- Bambusa insularis L.C.Chia & H.L.Fung (1981)
- Bambusa intermedia Hsueh & T.P.Yi (1984)
- Bambusa jacobsii Widjaja (1997)
- Bambusa jaintiana R.B.Majumdar (1989)
- Bambusa khasiana Munro (1868)
- Bambusa kingiana Gamble (1896)
- Bambusa kyathaungtu E.G.Camus (1913)
- Bambusa lako Widjaja (1997)
- Bambusa lapidea McClure (1940)
- Bambusa latideltata W.T.Lin (1994)
- Bambusa laxa K.M.Wong (1993)
- Bambusa lenta L.C.Chia (1988)
- Bambusa longipalea W.T.Lin (1988)
- Bambusa longispiculata Gamble (1906)
- Bambusa macrolemma Holttum (1967)
- Bambusa macrotis L.C.Chia & H.L.Fung (1981)
- Bambusa maculata Widjaja (1997)
- Bambusa majumdarii P.Kumari & P.Singh (2009)
- Bambusa malingensis McClure (1940)
- Bambusa manipureana H.B.Naithani & N.S.Bisht (2010)
- Bambusa marginata Munro (1868)
- Bambusa merrillii Gamble, Philipp. J. Sci. (1910)
- Bambusa mizorameana H.B.Naithani (2009)
- Bambusa mohanramii P.Kumari & P.Singh (2009)
- Bambusa mollis L.C.Chia & H.L.Fung (1981)
- Bambusa mompana H.B.Naithani (2015)
- Bambusa multiplex (Lour.) Raeusch. ex Schult.f. (1830)
- Bambusa mutabilis McClure (1940)
- Bambusa nagalandiana H.B.Naithani (2007)
- Bambusa nairiana P.Kumari & P.Singh (2008 publ. 2009)
- Bambusa nepalensis Stapleton (1994)
- Bambusa nutans Wall. ex Munro (1868)
- Bambusa odashimae Hatus. ex Ohrnb. (1999)
- Bambusa oldhamii Munro (1868)
- Bambusa oliveriana Gamble (1896)
- Bambusa ooh Widjaja & Astuti (2004)
- Bambusa pachinensis Hayata (1916)
- Bambusa pallida Munro (1868)
- Bambusa papillata (Q.H.Dai) K.M.Lan (1988)
- Bambusa papillatoides Q.H.Dai & D.Y.Huang (1998)
- Bambusa pervariabilis McClure (1940)
- Bambusa pierreana E.G.Camus (1912)
- Bambusa piscatorum McClure (1940)
- Bambusa polymorpha Munro (1868)
- Bambusa procera A.Chev. & A.Camus (1922)
- Bambusa prominens H.L.Fung & C.Y.Sia (1981)
- Bambusa purpurovagian G.A.Fu (1992)
- Bambusa ramispinosa L.C.Chia & H.L.Fung (1981)
- Bambusa rangaensis Borthakur & Barooah (2002)
- Bambusa rectocuneata (W.T.Lin) N.H.Xia, R.S.Lin & R.H.Wang (2009)
- Bambusa remotiflora (Kuntze) L.C.Chia & H.L.Fung (1980)
- Bambusa riauensis Widjaja (1997)
- Bambusa rigida Keng & Keng f. (1946)
- Bambusa riparia Holttum (1967)
- Bambusa rongchengensis (T.P.Yi & C.Y.Sia) D.Z.Li (1994)
- Bambusa rugata (W.T.Lin) Ohrnb. (1997)
- Bambusa rutila McClure (1940)
- Bambusa salarkhanii Alam (1996)
- Bambusa schizostachyoides (Kurz) Gamble (1896)
- Bambusa semitecta W.T.Lin & Z.M.Wu (1993)
- Bambusa sesquiflora (McClure) L.C.Chia & H.L.Fung (1980)
- Bambusa sinospinosa McClure (1940)
  - variété Bambusa sinospinosa var. inermis Keng & Keng f. (1946)
  - variété Bambusa sinospinosa var. sinospinosa
- Bambusa solida Munro ex Becc. (1902)
- Bambusa solomonensis Holttum (1967)
- Bambusa spinosa Roxb. (1814)
- Bambusa stenoaurita (W.T.Lin) T.H.Wen (1991)
- Bambusa striatomaculata G.A.Fu (1992)
- Bambusa subaequalis H.L.Fung & C.Y.Sia (1981)
- Bambusa subtruncata L.C.Chia & H.L.Fung (1981)
- Bambusa surrecta (Q.H.Dai) Q.H.Dai (1996)
- Bambusa tabacaria (Lour.) Steud. (1821)
- Bambusa teres Buch.-Ham. ex Munro (1868)
- Bambusa textilis McClure (1940)
- Bambusa transvenula (W.T.Lin & Z.J.Feng) N.H.Xia (2009)
- Bambusa truncata B.M.Yang (1989)
- Bambusa tsangii McClure (1942)
- Bambusa tulda Roxb., Fl. Ind. ed. 1832 (1832)
- Bambusa tuldoides Munro (1868)
- Bambusa utilis W.C.Lin (1964)
- Bambusa valida (Q.H.Dai) W.T.Lin (1990)
- Bambusa variostriata (W.T.Lin) L.C.Chia & H.L.Fung (1980)
- Bambusa ventricosa McClure (1938)
- Bambusa villosula Kurz (1877)
- Bambusa vinhphuensis T.Q.Nguyen (1987)
- Bambusa viridis Widjaja (1997)
- Bambusa vulgaris Schrad. ex J.C.Wendl. (1808)
- Bambusa wenchouensis (T.H.Wen) Keng f. ex Q.F.Zheng, Y.M.Lin (1995)
- Bambusa xiashanensis L.C.Chia & H.L.Fung (1981)
- Bambusa xueana Ohrnb. (1997)
- Bambusa xueliniana R.S.Lin & C.H.Zheng (2013)